# Błękit Thénarda
Błękit Thénarda, błękit kobaltowy (nazwa Stocka: glinian kobaltu(II)), Co(AlO
2)
2 – nieorganiczny związek chemiczny z grupy glinianów, zawierający kobalt na II stopniu utlenienia. Po raz pierwszy został opisany w latach 1775–1777 niezależnie przez Josepha Leithnera, Johana Gottlieba Gahna i Carla Friedricha Wenzela. W 1803 roku udoskonaloną procedurę otrzymywania pigmentu opracował francuski chemik Louis Jacques Thénard. W malarstwie jest to kolor najbardziej zbliżony do czystego niebieskiego (Hex #0300FD) zapisany w RGB o wartościach 3,0,253.
Tworzy się podczas prażenia związków kobaltu z tlenkiem glinu
lub podczas stapiania tlenku glinu Al
2O
3 z tlenkiem kobaltu(II) CoO.
Stosowany jest w analizie chemicznej do wykrywania glinu oraz jako niebieski pigment, używany do wyrobu farb używanych do malowania szkła i porcelany.

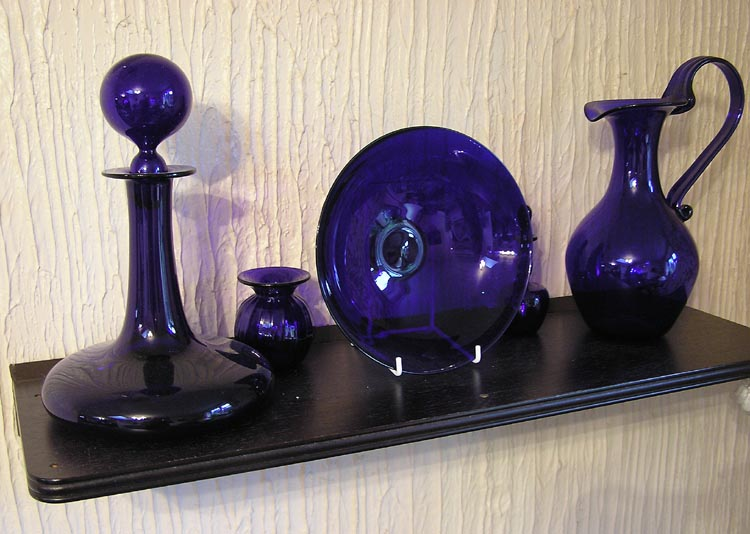
Szkło barwione błękitem kobaltowym
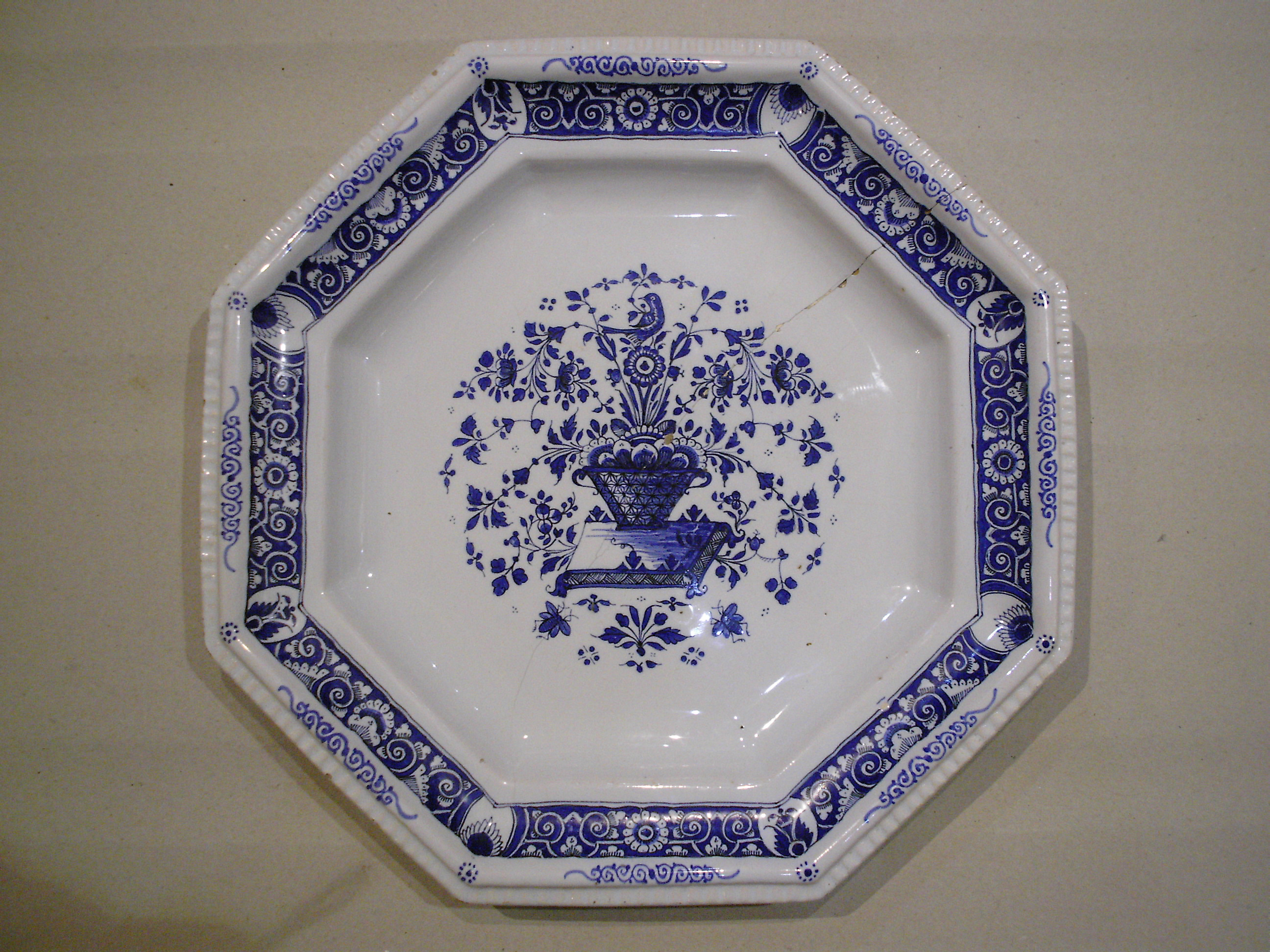
Porcelana barwiona błękitem Thénarda